# BDO (audit)
Pour les articles homonymes, voir BDO.
BDO est un réseau de cabinet d'audit comptable et financier. En 2015 il est le 5ᵉ plus grand cabinet d'audit au monde, derrière les 4 bigs. Chaque cabinet membre de BDO représente une entité juridique indépendante dans le pays où se trouve son siège social.

## Histoire
En 2018, BDO acquiert Moore Stearns et crée une nouvelle entité dotée de 5 000 employés au Royaume-Uni. L’entreprise devient ainsi la cinquième plus grande société d’audit au monde.

### France
En 1990, le cabinet d'audit Guy Gendrot rejoint le réseau international BDO,. En 2004, BDO Gendrot fusionne avec le cabinet Janny Marque et se renomme BDO Marque & Gendrot,.
En 2006, BDO Marque & Gendrot change de réseau et fusionne avec son concurrent Deloitte,.
En 2007, le réseau BDO international recrée une nouvelle base en France dénommée « BDO France ».
Puis, l'entreprise croît par fusions et acquisitions,,.
En septembre 2018, 60 ans après sa création par l’État, le BIPE (Bureau d’informations et de prévisions économiques) renonce à son indépendance pour rejoindre BDO.
En novembre 2021, BDO reprend 100 % du capital du BIPE et Arnaud Naudan devient son Président. Après la fusion avec le BIPE, conformément à la loi Pacte promulguée par Emmanuel Macron en 2019 ; BDO France devient « une entreprise à mission »,.
En décembre 2021, BDO France publie une enquête menée auprès de 955 000 collaborateurs, de quelque 300 entreprises françaises de plus de 50 salariés, issus de tous les secteurs d’activité. Cette étude révèle que 63 % des organisations ont enregistré des arrêts de travail liés à la santé mentale de leurs employés en 2020, soit une augmentation de 36 % par rapport aux résultats de 2019, une forte hausse qui s’explique notamment par l’impact de l’isolement pendant la pandémie de COVID-19.

## Activité

### France
La branche française compte 120 associés en 2021, et réalise en chiffre d'affaires d'environ 170 millions d'euros. Avec 1 500 employés, il s’agit du septième plus grand cabinet d’audit du pays.
Arnaud Naudan est le directeur général de BDO ainsi que de son partenaire, le BIPE. Anne-Sophie Alsif, cheffe économiste de BDO et du BIPE, est également professeure d’économie à l’université de Paris Panthéon-Sorbonne.